# (2916) Voronveliya
(2916) Voronveliya (1978 PW2) – planetoida z grupy pasa głównego asteroid okrążająca Słońce w ciągu 3,34 lat w średniej odległości 2,23 j.a. Odkryta 8 sierpnia 1978 roku.